# ダブルソーダ
ダブルソーダは、かつて森永乳業より販売されていた氷菓、および2021年現在田口乳業から販売されている氷菓である。どちらも同名の「ダブルソーダ」であり、ソーダ味・外見・コンセプトが共通している。

## 概要
ソーダ味のアイスである。1つのアイスに棒が2本付いており、アイスを縦に割ることで2つに割ることができる。ダブルはこの仕様を意味しており、味は同じである。
1965年、前身となるソーダアイスが森永乳業から販売開始。1983年3月、森永乳業がユニリーバと提携して立ち上げたエスキモーブランドより販売が開始された。
2017年3月末、販売量の減少により森永乳業が販売を終了した。
2021年現在は、田口乳業が森永乳業版と似通った商品を同様に「ダブルソーダ」の名で発売している。